# John Sandys (filolog)
Sir John Edwin Sandys, född den 19 maj 1844 i Leicester, död den 6 juli 1922 i Cambridge, var en engelsk filolog.
Sandys var fellow sedan 1867 av Saint John's College i Cambridge, där han med utmärkelse idkade studier. Sandys var "public orator" i Cambridge och medlem av styrelsen för Royal Academy. Sandys utgav upplagor av Demosthenes, Isokrates och Ciceros tal, av arbeten författade av Euripides, Aristoteles och Pindaros samt skrev History of classical scholarship (3 delar, 1903–1908) och arbeten i engelsk litteraturhistoria och akademiska studiehandböcker.